# Пожтехника

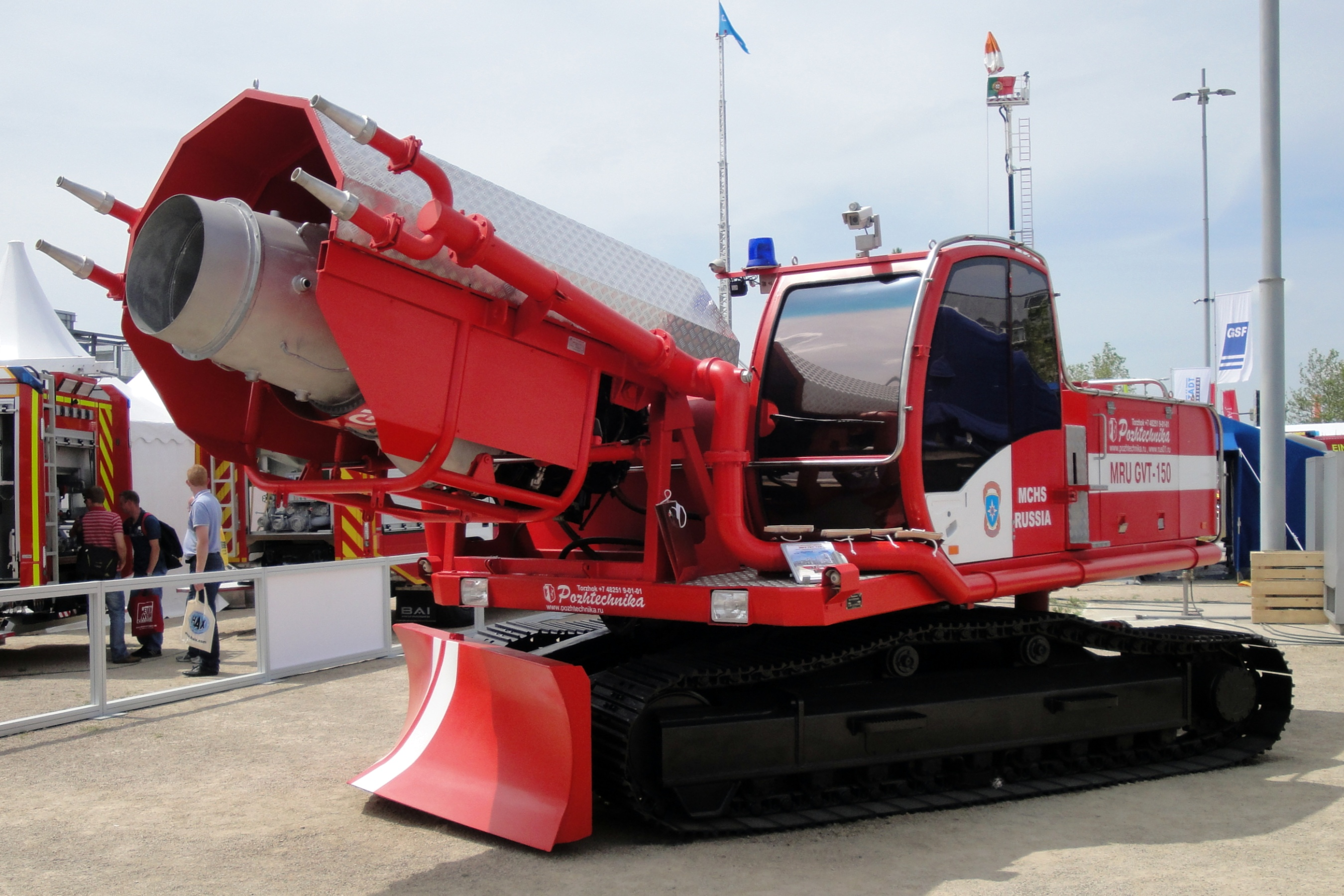
Пожтехника МРУ ГВТ-150, МЧС России

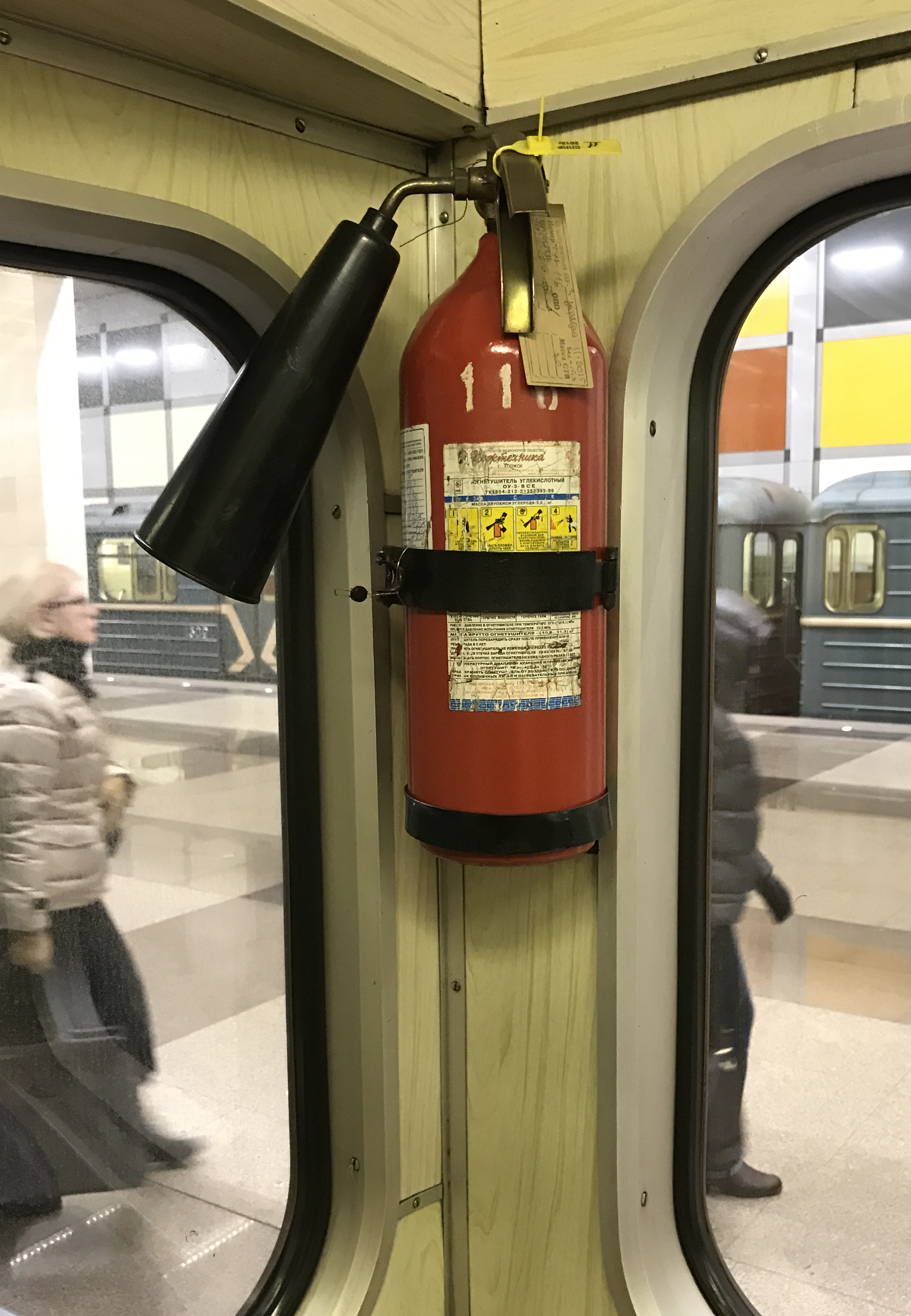
Огнетушитель «Пожтехника» в вагоне московского метрополитена

ОАО «Пожтехника» — градообразующее предприятие, выпускающее огнетушители, пожарную технику и коммунальные автоподъемники, расположенное в городе Торжок. Управляющие органы и производственные мощности расположены между двумя Российскими столицами, непосредственно на автотрассе Москва — Санкт-Петербург Тверская область.

## История
- В конце 1930 года Наркомзем СССР принял решение о строительстве в Торжке завода для ремонта тракторов и другой сельскохозяйственной техники. В течение двух лет, с 1931 года по 1932 год проводились геологоразведочные работы местности, известной под названием Заполек, в 1932 году завод начали строить. В ходе строительства предприятия начали строить бараки для рабочих. Строительство длилось до 1935 года.
- 1935 — В мастерских завода была отремонтирована первая партия машин. Именно с этих автомобилей повел свою историю завод.
- 22 апреля 1936 года народный комиссариат местной промышленности утвердил программу для строительства на площадке трактороремонтного завода трактороремонтный завод новых площадей для выпуска льнообрабатывающих машин. В том же году завод открыл собственное производство машин для обработки льна.
- Указом от 9 февраля 1939 года Президиум Верховного Совета СССР передал новоторжский завод в ведение Главного управления противопожарного оборудования. Предприятие стало именоваться Новоторжским заводом противопожарного оборудования. Тогда было разрешено (перепроектировать завод. При этом предусматривалось изготовление машин на шасси тяжелых марок автомобилей, в том числе 45-метровых автомеханических лестниц. В том же году завод начал выпуск пожарных машин на шасси ГАЗ-АА, а в следующем — бензоавтоцистерн. Завод постепенно набирал силу. Цеха оживали: устанавливались первые станки, необходимое оборудование. Были построены гаражи для наладки и испытании пожарных машин и ряд других сооружений в виде ларей. К 1940 году территорию завода огородили забором, построили проходную. Новоторжский завод противопожарного оборудования должен был стать ведущим по выпуску пожарной продукции, но осуществить это в то время не удалось.
- В августе 1941 года завод был эвакуирован в поселок Варгаши Курганской области. На протяжении четырёх лет войны он выпускал противопожарную технику и другие автомобили, обеспечивая ими фронт и тыл. Впоследствии на его базе и с использованием накопленного им опыта будет образован Варгашинский завод ППО. Территория и здания эвакуированного завода в Торжке не пустовали: в период 1941—1945 гг. здесь размещались военно-ремонтные мастерские.
- В 1945 году начали возвращаться из эвакуации рабочие, инженеры, техники, служащие и немедленно приступали к восстановлению завода. В первые послевоенные годы министерством была оказана заводу большая организационно-техническая помощь. По разработкам вновь созданного технического отдела завод осваивает новые виды работ: вальцовку листа, шовную и точечную электросварку, газовую сварку, проведение гидроиспытаний. Впервые в СССР осуществлен серийный выпуск пенных огнетушителей ОП-1.
- 1948 — Утверждено проектное задание на реконструкцию старых и строительство новых цехов. Завод наращивает мощности и приступает к серийному выпуску передвижных и ручных углекислотных огнетушителей. а также пенных огнетушителей УП-1, УП-2.
- 1949 — Массовый выпуск ручных углекислотных огнетушителей ОУ-5. Реконструирован первый блок цехов площадью 5 246 метров квадратных, где разместились механический цех, гальванический и термический участки.
- 1950-е годы ознаменованы выпуском первых автомеханических лестниц, автоматических систем пожаротушения и автомобилей для военно-промышленного комплекса страны. Продолжалось организационное и техническое совершенствование производства. Для разработки и внедрения собственных отечественных технических решений в создании новой для СССР пожарной техники в г. Торжке создается Особое конструкторское бюро (ОКБ-7). Среди первых разработок которого проекты автомеханических лестниц высотой 32 м.